# Palpenläufer
Die Palpenläufer oder Tasterläufer (Palpigradi) sind eine Ordnung der Kieferklauenträger (Chelicerata) in der Klasse der Spinnentiere (Arachnida). Weltweit sind knapp 80 Arten bekannt, die Körperlängen von nur zwei bis drei Millimetern erreichen. In Europa sind 26 Arten (mit Unterarten 34) bekannt.

## Merkmale
Der Körperbau der Palpenläufer erinnert an den der Geißelskorpione, da bei ihnen ebenfalls der Hinterleib in einem mehrgliedrigen Flagellum endet. Auffällig ist auch hier das erste Laufbeinpaar, welches wie bei den Geißelspinnen und Geißelskorpionen zu langen Tastorganen mit vermehrter Anzahl der Beinglieder angelegt ist. Die Pedipalpen sind beinartig und werden als Laufbein benutzt. Die Kieferklauen (Cheliceren) sind relativ groß und werden zum Festhalten der Beute (kleine Springschwänze) vor dem Mund eingesetzt. Die Palpenläufer sind vollkommen farblos und besitzen keine Augen.

## Fortpflanzung und Entwicklung
Über die Fortpflanzung und die Entwicklung der Palpenläufer ist beinahe nichts bekannt. Bei einigen Arten treten sehr selten Männchen auf, aus diesem Grunde wird angenommen, dass sich die Palpenläufer teilweise parthenogenetisch vermehren.

## Systematik
Die genaue Position der Palpenläufer im System der Spinnentiere ist bislang nicht vollständig geklärt. Die gängigste Version stellt sie innerhalb der Apulmonata (Lungenlose Spinnentiere) als Schwestergruppe den anderen Angehörigen dieser Gruppe gegenüber (siehe Kieferklauenträger) und begründet dies vor allem mit den fehlenden Fächerlungen. Eine Alternative stellt sie den Geißelspinnen, Geißelskorpionen und Webspinnen als Schwestergruppe gegenüber auf der Basis mehrerer kleiner morphologischer Veränderungen.
Die Ordnung umfasst aktuell die folgenden zwei Familien und sechs Gattungen.
- Familie Eukoeneniidae
  - Allokoenenia Silvestri, 1913
    - Allokoenenia afra Silvestri, 1913

  - Eukoenenia Börner, 1901
  - Koeneniodes Silvestri, 1913
  - Leptokoenenia Condé, 1965
- Familie Prokoeneniidae
  - Prokoenenia Börner, 1901
  - Triadokoenenia Condé, 
    - Triadokoenenia millotorum Condé, 1991